# Paula Milne
Paula Milne (* 20. Juni 1947 in Amersham, Buckinghamshire) ist eine britische Drehbuchautorin.

## Leben
Paula Milne absolvierte ein Filmstudium am Royal College of Art. Ihre ersten Arbeiten waren Episoden von Kinderserien. Ab 1975 war sie Story Editor und für acht Folgen auch Autorin der Krankenschwester-Serie Angels. Ab 1976 schrieb sie 15 Folgen der Seifenoper Coronation Street. 1995 folgte ihr erster Kinofilm Mad Love – Volle Leidenschaft. Für den Dreiteiler The Politician’s Wife von 1995 wurde sie gemeinsam mit mehreren Kollegen mit dem British Academy Television Award ausgezeichnet, zusätzlich erhielt sie den International Emmy Award.
2000 adaptierte sie Ich träumte von Afrika als Drehbuch. Weitere größere Produktionen waren Elizabeth I – The Virgin Queen (2005) und Endgame (2009). Für den Zweiteiler Small Island von 2009 wurde sie erneut mit einem International Emmy Award ausgezeichnet.

## Filmografie (Auswahl)
- 1976–1978: Angels (Fernsehserie, 8 Folgen)
- 1976–1979: Coronation Street (Fernsehserie, 15 Folgen)
- 1981: My Fathers House (Miniserie, 6 Folgen)
- 1982: S.W.A.L.K. (Miniserie, 6 Folgen)
- 1987: The Gemini Factor (Fernsehserie, 6 Folgen)
- 1990: Die Kinder (Miniserie, 6 Folgen)
- 1995: The Politician’s Wife (Dreiteiler)
- 1995: Mad Love – Volle Leidenschaft (Mad Love)
- 1996: The Fragile Heart (Dreiteiler)
- 1996: Hollow Reed – Lautlose Schreie (Hollow Reed)
- 2000: Ich träumte von Afrika (I Dreamed of Africa)
- 2000: Second Sight (Dreiteiler)
- 2005: Elizabeth I – The Virgin Queen (The Virgin Queen)
- 2009: Endgame
- 2009: Small Island (Zweiteiler)
- 2013: Der Mann an ihrer Seite (The Politician’s Husband, Dreiteiler)
- 2017: Der gleiche Himmel